# Montreuil-en-Caux
Montreuil-en-Caux település Franciaországban, Seine-Maritime megyében. Lakosainak száma 490 fő (2022. január 1.). Montreuil-en-Caux Bracquetuit, La Crique, Saint-Denis-sur-Scie, Saint-Maclou-de-Folleville, Saint-Victor-l’Abbaye és Val-de-Scie községekkel határos.

## Népesség
A település népességének változása:
| Lakosok száma | 541  | 522  | 520  | 507  | 505  | 500  | 497  | 493  | 490  |
|               | 2013 | 2015 | 2016 | 2017 | 2018 | 2019 | 2020 | 2021 | 2022 |